# 関西電力300形無軌条電車

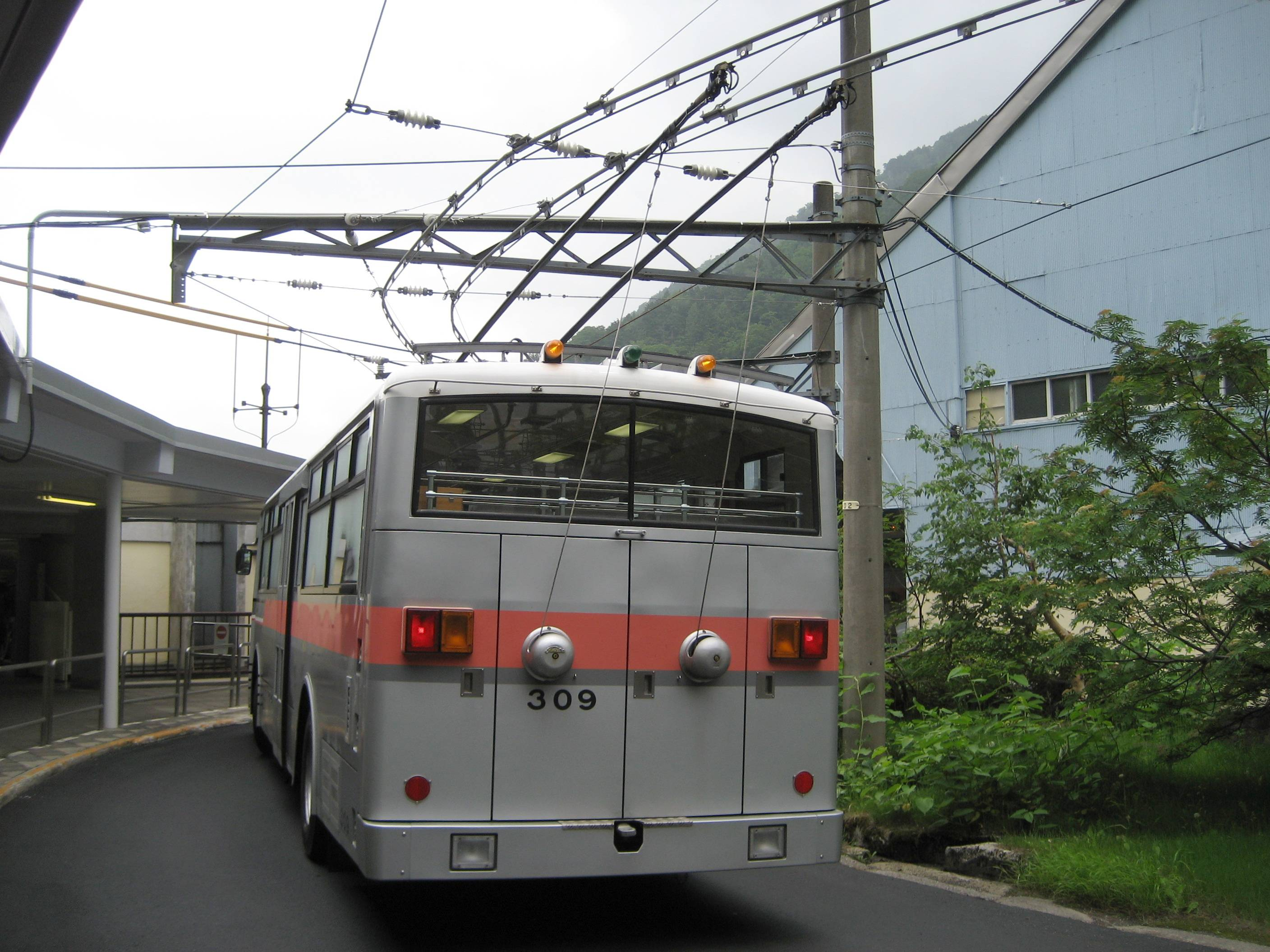
後面。屋根から伸びた2本のトロリーポールで集電する。窓下の点検蓋の中にVVVFインバータ装置が収納されている

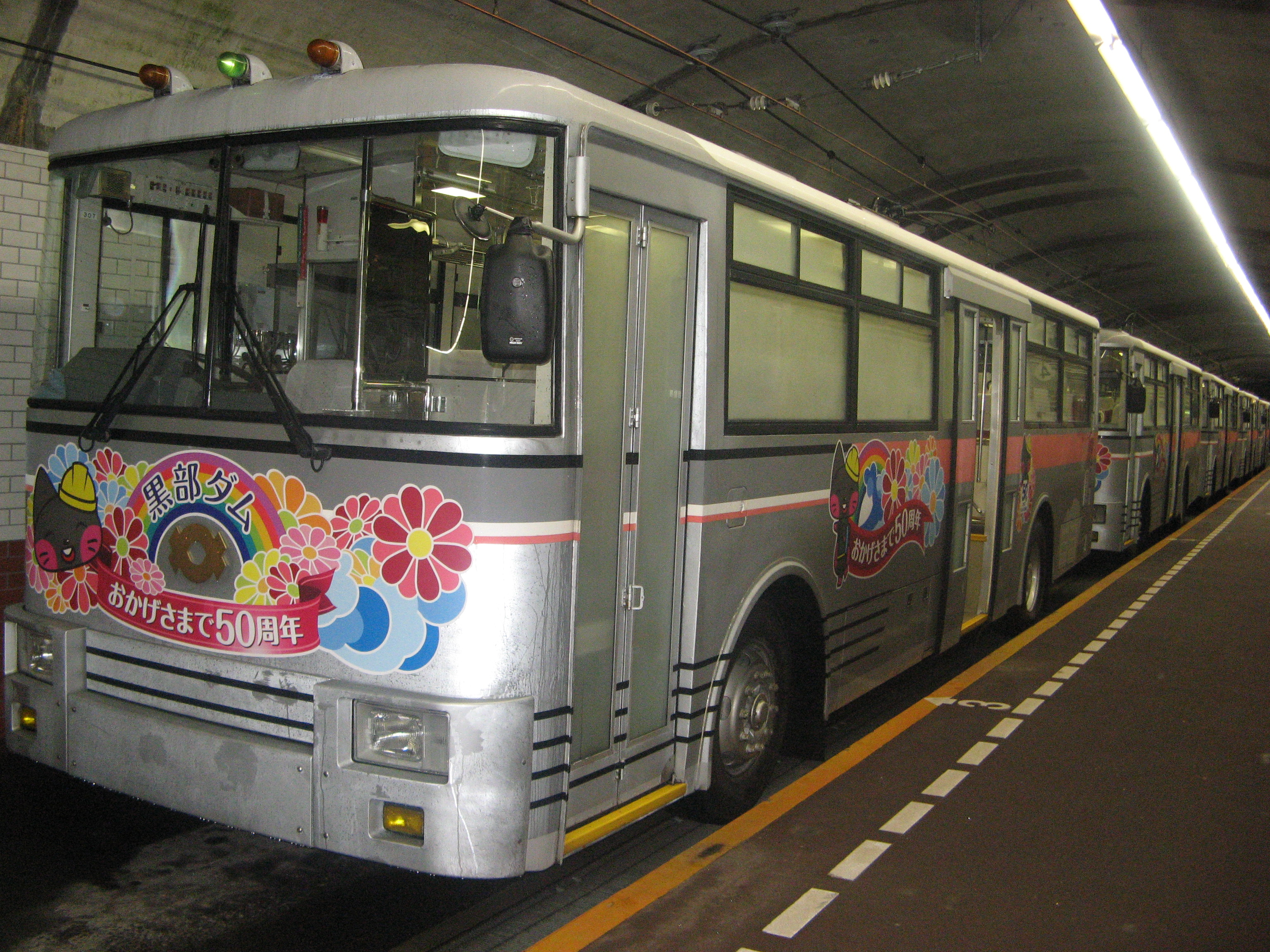
黒部ダム完成50周年のラッピングが施された車体。黒部ダム駅にて

関西電力300形無軌条電車 （かんさいでんりょく300がたむきじょうでんしゃ）は、1993年（平成5年）に登場した関西電力の無軌条電車（トロリーバス）。

## 概要
関電トンネルトロリーバスでは、1964年（昭和39年）の開通以来、100形・200形無軌条電車が使用されてきた。しかし、初期の車両で約30年、最終増備からでも約20年が経過し、車両代替時期を迎えたことから新型車両の導入を行うことになり、製造されたのが本形式である。
本形式の最大の特徴は、日本のトロリーバスとしては初めてVVVFインバータ制御を採用したことである。主要電機品は東芝製のGTO素子によるVVVFインバータ装置が採用されているが、通常の鉄道車両と異なり床下スペースに余裕がないため、最後部の座席下に設置された。
足回りは三菱自動車工業により製造されている。それまでの100形・200形では、14段の変速段をアクセルペダルの踏み込み角度によって進段操作を行うという「手動進段」であったが、本形式ではアクセルペダルの踏み込み角度を電気信号に変更し、自動的にトルクコントロールを行う「自動進段」となる。これにより、通常のトルクコンバータとオートマチックトランスミッションを使用したバスとほぼ同様の運転操作が出来た。また、日本のトロリーバスとしては初めてパワーステアリングを採用。サスペンションは前後共に固定車軸+リーフスプリングで、ショックアブソーバーを備える。
車体は大阪車輌工業製で、日本のトロリーバスでは初となるスケルトン車体を採用した。これにより、丸屋根から平屋根に近い形状となり、車内荷物棚の収容力が向上した。また、側面窓は逆T字形の半固定窓が採用され、100形・200形の一段上昇式（バス窓）と異なり、着席している乗客が窓から手を出すことはできない。床構造はそれまでの18mm厚の難燃性合板から3mm厚の硬質アルミ板となった。
前中扉配置で、前扉は幅930mm（有効幅750mm）の折戸、中扉は幅900mmの外吊式両開き引戸が採用された。後部右側には450mm幅の非常口が設置されている。車内は前向きシートで、客用扉側（進行方向左側）は1人がけ座席がドア間に5脚・中扉以降に4脚、非常口側（進行方向右側）には2人がけ座席を11脚配置。シートピッチは700mmであるが、後部ではやや広くなる。最後部座席は5人まで着席できる。運行区間が関電トンネル内だけという事情から冷房装置は設置されず、天井にクロスファンが合計7基設置された。正面屋根上には標識灯が設置され、1台での単独運行と複数台運行の最後部車両は左右の橙色の灯具2基、それ以外は中央の緑色の灯具1基を点灯していた。
100形・200形では正面の前面窓上部にワンマン表示と方向幕が設置されていたが、本形式では省略され、後述のラッピングで車体側面に運行区間を表示した。
1993年に3台が製造され、以後毎年3台ずつ増備され、100形・200形を全て置き換える。
2018年時点では15台が扇沢駅 - 黒部ダム駅間で運行されていた。

### ラッピング
2013年（平成25年）に、黒部ダムの完成50周年を記念し、全車両に初めてラッピングフィルムが採用される。ダムの観光放水で現れる虹と、マスコットキャラクター「くろにょん」が描かれたイラストが正面の窓下と、進行左側の乗降ドア間に貼付。「おかげさまで50周年」のキャッチコピーも印刷されていたが、翌2014年（平成26年）はトロリーバスの開業50周年だったため、修正や撤去はせずに、そのままの状態で2年間運行を続けた。
2015年（平成27年）にはキャッチコピーを修正し、正面のリボンは「関電トンネルトロリーバス」、側面のリボンは「Welcame to Kurobe Dam」、くろにょんが持っていた50周年の看板は「黒部ダム駅－扇沢駅」の行先表示器風の書体に書き換え、引き続き使用していた。

### トロリーバス廃止による引退
2017年（平成29年）8月28日、関西電力が国土交通省北陸信越運輸局に、本路線の充電式電気バス転換に伴う鉄道事業廃止の届出を行ったことを発表した。翌2018年の営業開始前に、全ての車両の正面窓下に付けられていた社章は取り外され、2019年に運行を開始した電気バスに継承された。空いたスペースに「トロバス ラストイヤー」と書かれた丸型のヘッドマークが、最終運行日まで掲げられた。
本形式は2018年（平成30年）11月30日限りで、25年にわたる運行を終了。同年12月、大型トレーラーで富山県高岡市伏木にある日本総合リサイクルへ陸送され、順次解体処分された。トップナンバーの301号車も解体の予定とされていたが、ある愛好家が同社に申し入れて解体が先送りとなり、愛好家から残っていることを伝えられた大町市は、保存に向けたクラウドファンディング（ふるさと納税のスキームを利用）を実施した。同市出身のお笑い芸人鉄拳もトロリーバスのイラストを描いて支援に協力し、当初の目標額180万円を開始3日目で達成、屋根の設置やコーティングなどの維持管理費120万円を加えた目標額300万円も6日目で達成し、最終的に647万5000円の寄付金を集めてプロジェクトが成立した。2020年11月14日から扇沢駅近くの扇沢総合案内センターにて保存・展示されている。